# Застава Ирске
Народна застава Републике Ирске (An Bhratach Náisiúnta) је прихваћена 1922. године као народна застава
Ирске Слободне Државе. Када је та држава постала Република Ирска, застава се сачувала.
Ирски националисти сматрају ову заставу као заставу целог Ирског острва. 
Застава се састоји од три једнако широке окомите пруге зелене, беле, и наранџасте боје. Зелена боја представља Ирске протестанте, наранџаста Ирске католике ,а бела жељени мир између њих.
Боје на краћој Застави Обале Слоноваче иду у супротном редоследу.